# Neckera platyantha
Neckera platyantha är en bladmossart som beskrevs av Jean Édouard Gabriel Narcisse Paris 1897. Neckera platyantha ingår i släktet fjädermossor, och familjen Neckeraceae. Inga underarter finns listade i Catalogue of Life.